# Birutė Galdikas
Birutė Marija Filomena Galdikas (Wiesbaden, Canadá, 10 de maio de 1946) é uma primatologista, conservacionista, etóloga e autora de vários livros relacionados com a ameaça de extinção do orangotango, particularmente o orangotango-de-bornéu. Bem conhecida no campo da moderna primatologia, Galdikas é reconhecida como uma das maiores autoridades em orangotangos. Antes de seu estudo no campo dos orangotangos, pouco se sabia acerca da espécie.